# 이케초사우루스

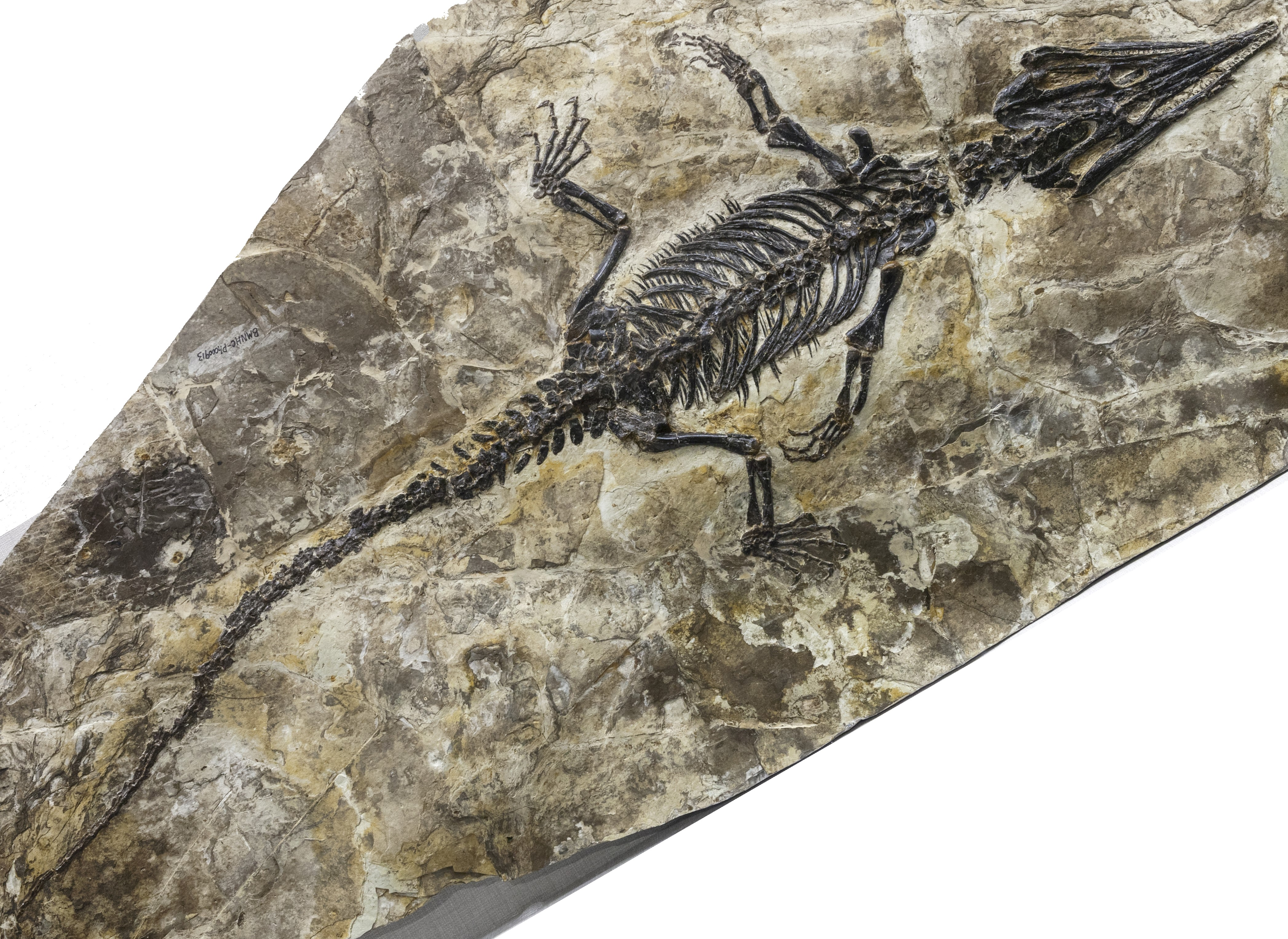

이케초사우루스(학명:Ikechosaurus sunailinae)는 도마뱀아목에 이케초사우루스과에 속하는 도마뱀이다. 지금은 멸종된 종으로 몸길이가 2~4m였던 거대한 도마뱀에 속한다.

## 특징
이케초사우루스과의 파충류로 중국과 몽골에서 초기 백악기에 존재했던 이케초사우루스는 멸종된 도마뱀의 한 속이다. 관련이 된 아종으로는 Ikechosaurus sunailinae과 Ikechosaurus gaoi을 포함하고 있다. 그것은 crocodilian-like clade Neochoristodera에 해당한다. 다른 헬베티코사우루스과인 neochoristoderes에 해당되는 이케초사우루스는 부분넉으로 확장된 두개골을 가지며 후자의 종들에 부족한 간단한 치열이 고르고 있다. 그것은 또한 부접형골 구개 이빨, 형상을 다른 척추의 뼈에 만나지 못 했다. 척추의 뼈는 매우 길게 확장 되어 있으며 꼬리도 매우 길게 확장된 것이 특징이다. 또한 이케토사우루스는 동시대에 살았던 다른 도마뱀에 비해 눈이 얼굴의 안쪽으로 더 들어가있던 특징이 있었다. 먹이로는 당대에 서식했던 작은 동물, 곤충, 절지동물들을 주로 잡아먹고 살았을 육식성의 도마뱀으로 추정이 된다.

## 생존시기와 서식지와 화석의 발견
이케초사우루스가 생존하였던 시기는 중생대의 백악기 초기로 지금으로부터 1억 4550만년전~1억 2000만년전에 생존했던 종이다. 생존했던 시기에는 중국과 몽골을 중심으로 하는 산맥의 밀림에서 주로 서식했던 종이다. 화석의 발견은 1981년에 중국의 백악기에 형성된 지층에서 중국의 고생물학자들에 의해 처음으로 화석이 발견되어 새롭게 명명된 종이다.

## 같이 보기
- 파충류
- 중생대
- 백악기
- 도마뱀
- 화석